# باترسون دايل
باترسون دايل (بالإنجليزية: Patterson Dial)‏ هي ممثلة أمريكية، ولدت في 19 مايو 1902 في ماديسون في الولايات المتحدة، وتوفيت في 23 مارس 1945.

## وصلات خارجية
- باترسون دايل على موقع IMDb (الإنجليزية)
- باترسون دايل على موقع قاعدة بيانات الفيلم (الإنجليزية)